# Bannavadi, Heggadadevankote
Bannavadi là một làng thuộc tehsil Heggadadevankote, huyện Mysore, bang Karnataka, Ấn Độ.